# Bahnstrecke Vouziers–Buzancy
| Bahnhof Châtillon-sur-Bar |                                   |                             |                             |
| Ehemaliger Streckenverlauf auf einer Karte von 2022 Fahrplan der Chemins de fer départementaux des Ardennes, Mai 1914 |                                   |                             |                             |
| Streckenlänge: | 24 km                             |                             |                             |
| Spurweite: | Bis 1923: 800 mm Ab 1923: 1000 mm |                             |                             |
| |                                   |                             |                             |
| \| \| \| CA-Strecke nach Le Châtelet[2] \| \| \| \| \| von Amagne \| \| \| \| 0 \| Vouziers \| Vouziers \| \| \| \| nach Revigny \| \| \| \| \| Aisne \| \| \| \| 6 \| Ballay \| Ballay \| \| \| 7 \| Quatre-Champs \| Quatre-Champs \| \| \| 11 \| Noirval \| Noirval \| \| \| 13 \| Châtillon-sur-Bar \| Châtillon-sur-Bar \| \| \| 15 \| CA-Strecke nach Poix-Terron \| CA-Strecke nach Poix-Terron \| \| \| 15 \| Brieulles-sur-Bar \| Brieulles-sur-Bar \| \| \| 18 \| Authe \| Authe \| \| \| 20 \| Autruche \| Autruche \| \| \| 23 \| Harricourt \| Harricourt \| \| \| 24 \| Buzancy/Bar-lès-Buzancy \| Buzancy/Bar-lès-Buzancy \| |                                   |                             |                             |
| |                                   | CA-Strecke nach Le Châtelet |                             |
| Strecke quer · Kreuzung geradeaus oben · Strecke von rechts |                                   | von Amagne                  | von Amagne                  |
| Bahnhof · Bahnhof | 0                                 | Vouziers                    | Vouziers                    |
| Strecke · Strecke nach links |                                   | nach Revigny                | nach Revigny                |
| Brücke über Wasserlauf (Strecke außer Betrieb) |                                   | Aisne                       | Aisne                       |
| Bahnhof (Strecke außer Betrieb) | 6                                 | Ballay                      | Ballay                      |
| Bahnhof (Strecke außer Betrieb) | 7                                 | Quatre-Champs               | Quatre-Champs               |
| Bahnhof (Strecke außer Betrieb) | 11                                | Noirval                     | Noirval                     |
| Bahnhof (Strecke außer Betrieb) | 13                                | Châtillon-sur-Bar           | Châtillon-sur-Bar           |
| Abzweig geradeaus und nach links (Strecke außer Betrieb) | 15                                | CA-Strecke nach Poix-Terron | CA-Strecke nach Poix-Terron |
| Bahnhof (Strecke außer Betrieb) | 15                                | Brieulles-sur-Bar           | Brieulles-sur-Bar           |
| Bahnhof (Strecke außer Betrieb) | 18                                | Authe                       | Authe                       |
| Bahnhof (Strecke außer Betrieb) | 20                                | Autruche                    | Autruche                    |
| Bahnhof (Strecke außer Betrieb) | 23                                | Harricourt                  | Harricourt                  |
| Kopfbahnhof Streckenende (Strecke außer Betrieb) | 24                                | Buzancy/Bar-lès-Buzancy     | Buzancy/Bar-lès-Buzancy     |

Die Bahnstrecke Vouziers–Buzancy war eine 24 Kilometer lange Schmalspur- und später Meterspurbahn im Nordosten Frankreichs, die 1897 in Betrieb genommen und bis 1933 betrieben wurde.

## Geschichte
Die Strecke wurde 1897 von den Chemins de fer départementaux des Ardennes (CA) als Schmalspurbahn mit der ungewöhnlichen Spurweite von 800 mm gebaut, 1923 auf Meterspur umgespurt. Sie wurde 1906 bis Juniville verlängert, um sie mit der bereits 1900 gebauten CA-Schmalspurbahnstrecke Le Châtelet–Juniville zu verbinden, und dann bis 1933 betrieben.

## Brücken und Bahnhöfe

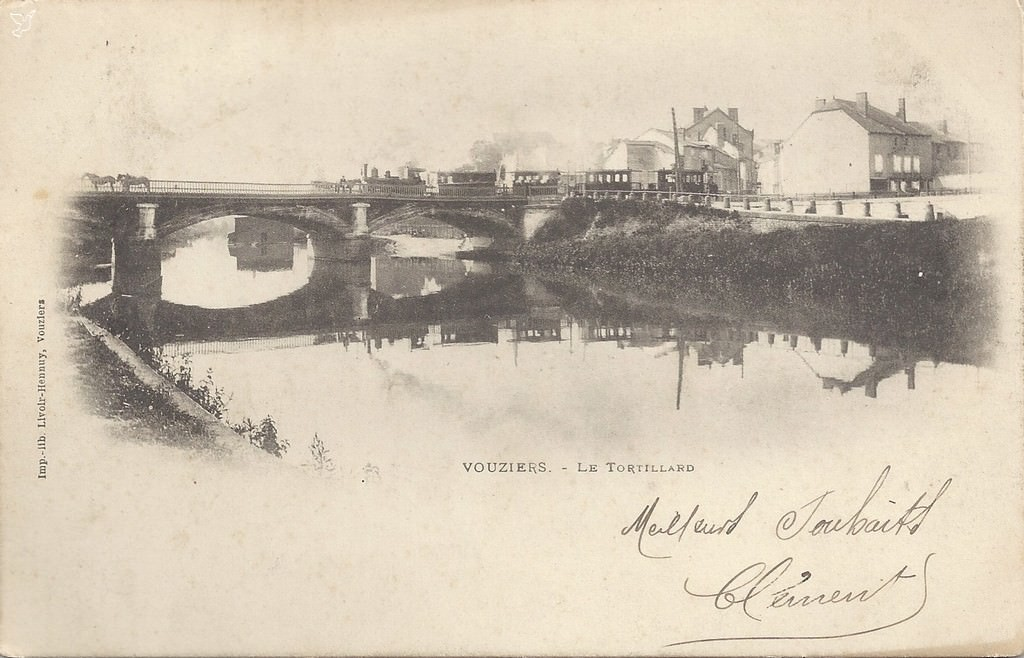
Aisne-Brücke in Vouziers
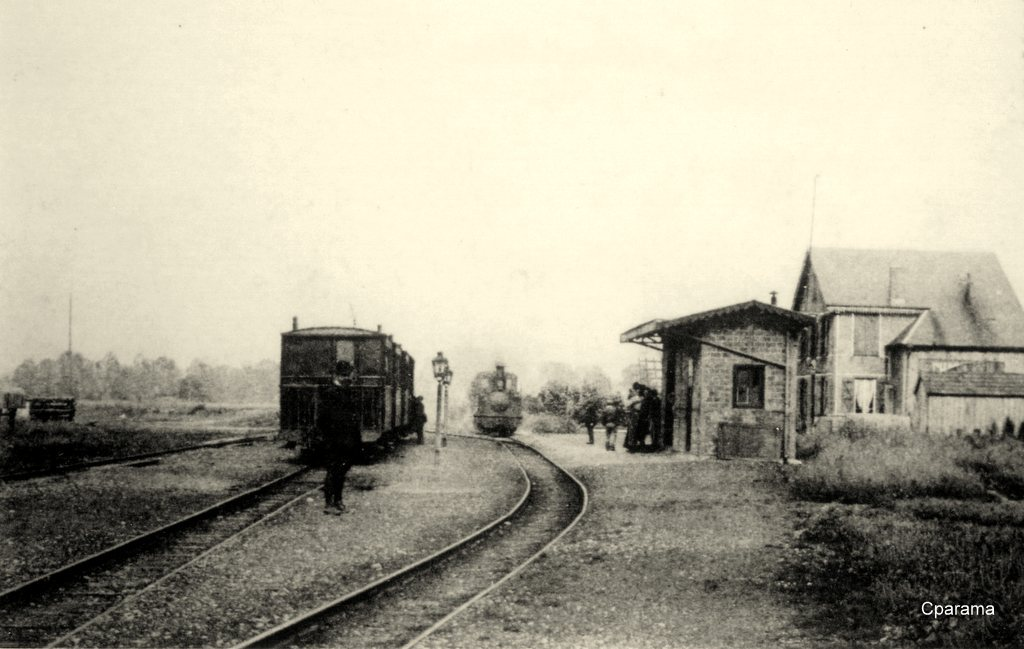
Châtillon-sur-Bar
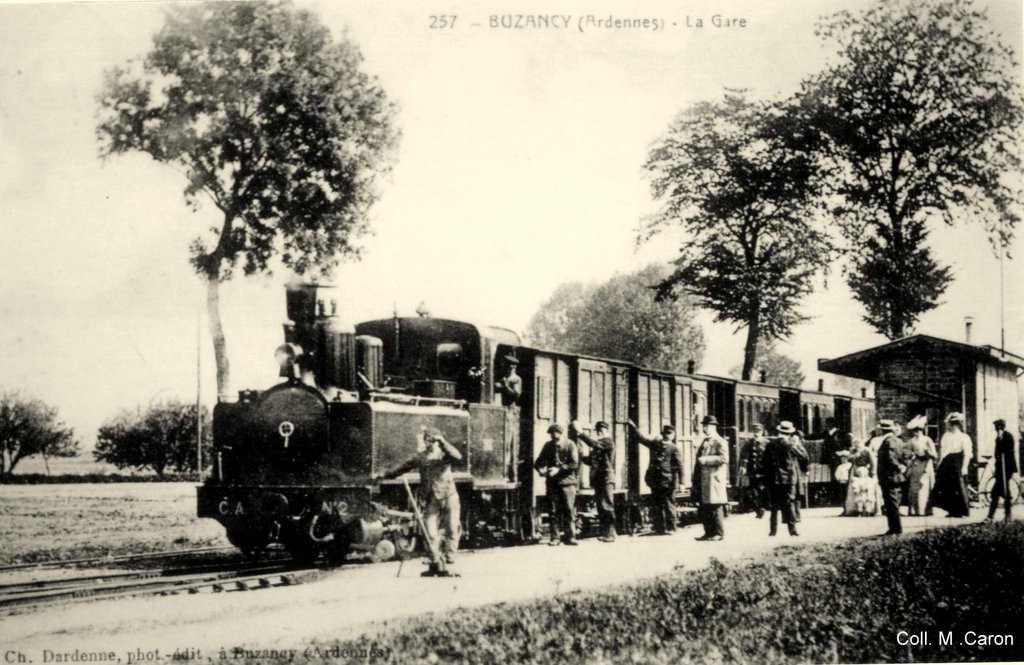
Buzancy